# Première (álbum)
Première es el tercer álbum de estudio de la cantante Edurne, editado por Epic Records el 4 de junio de 2008 en España.

## Descripción
El álbum consta de 12 temas más un tema extra. Se incluyen canciones tanto en español como en inglés, adaptaciones y un dueto con Carlos Solano, compañero de Edurne en Grease. La idea de grabar un disco sobre musicales fue gracias a que Edurne estaba trabajando precisamente en el musical de Grease. El disco consiguió como máxima posición el 3 en iTunes

## Lista de canciones
1. Dame! Dame! Dame! - 4:30
2. Un poco de amor - 3:03
3. Tú serás para mí (Dúo con Carlos Solano) - 2:46
4. Hoy no me puedo levantar - 3:25
5. What Time Is It? - 3:21
6. Aquarius - 2:43
7. Sigo enamorada de ti (Hoppesly Devoted To You) - 3:06
8. Cabaret - 3:36
9. Todo el mundo a bailar (All For One) - 3:27
10. Seasons Of Love - 3:47
11. All That Jazz - 4:40
12. Bella y Bestia - 3:52
13. Cabaret [Versión en inglés] (Bonus Track) - 3:35

## Sencillos
Un poco de amor es el primer sencillo, una adaptación al español de la canción Somebody to Love, incluida en el musical We Will Rock You de Queen. El videoclip de este sencillo se ha rodado en Nueva York.
El segundo sencillo fue "Sigo enamorada de ti" de Grease, ya que de esta forma se le da más promoción al musical. El videoclip también fue rodado en Nueva York y sigue la misma línea que el de "Un poco de amor" pero es mucho más íntimo y romántico.
Finalmente, el tercer sencillo fue "Tú serás para mí" (versión de You're the one that I want). El videoclip fue publicado el 12 de noviembre de 2008. El tema lo interpreta a dúo junto a Carlos Solano, compañero del musical de Grease.

## Listas

### Semanales
| País   | Lista                        | Primera semana     | Posición de ingreso | Mejor posición | Semanas en la mejor posición | Semanas en la lista | Última semana       | Ref.  |
| ------ | ---------------------------- | ------------------ | ------------------- | -------------- | ---------------------------- | ------------------- | ------------------- | ----- |
| España | Top 100 Álbumes (Promusicae) | 8 de junio de 2008 | 39                  | 39             | 1                            | 2                   | 15 de junio de 2008 | [ 1 ] |